# جون كيسي (لاعب هوكي الجليد)
جون كيسي (بالإنجليزية: Jon Casey)‏ هو لاعب هوكي الجليد أمريكي، ولد في 29 أغسطس 1962 في غراند رابيدز في الولايات المتحدة.

## وصلات خارجية
- جون كيسي على موقع دوري الهوكي الوطني (الإنجليزية)
- جون كيسي على موقع قاعة مشاهير الهوكي (لاعب أن.إتش.أل) (الإنجليزية)
- جون كيسي على موقع EliteProspects.com (الإنجليزية)
- جون كيسي على موقع HockeyDB.com (الإنجليزية)
- جون كيسي على موقع Hockey-Reference.com (الإنجليزية)